# Monte Barrett
Monte Barrett (* 26. Mai 1971 in Greenville (North Carolina)) ist ein US-amerikanischer Boxer im Schwergewicht.

## Amateur
Seine Bilanz als Amateur war 37-3.

## Profikarriere
Barrett begann seine Karriere als Profiboxer erst 1996 im Alter von bereits 25 Jahren. In seinem 22. Profikampf traf er am 28. August 1999 auf Lance Whitaker und verlor erstmals durch eine Punktniederlage. Am 15. Juni 2000 trat Barrett bei einer Titelverteidigung des Schwergewichtsweltmeisters Lennox Lewis in einem Vorkampf gegen Wladimir Klitschko an und musste die erste KO-Niederlage seiner Karriere hinnehmen. Er wurde dabei fünfmal zu Boden geschlagen, ehe der Kampf vom Ringrichter in der siebten Runde schließlich abgebrochen wurde.
Anschließend gelang ihm eine Serie von fünf Siegen in Folge; er schlug dabei unter anderem den ehemaligen Schwergewichtsweltmeister Tim Witherspoon. Danach traf er auf Joe Mesi und unterlag knapp nach Punkten. Sowohl Mesi als auch Barrett mussten in diesem Kampf zu Boden. In seinem nächsten Kampf besiegte er den damals ungeschlagenen und vom Sender HBO stark gehypeten Dominick Guinn und konnte sich dadurch für einen Ausscheidungskampf des WBC-Verbandes empfehlen. Zu diesem Kampf kam es am 5. Februar 2005 gegen den ungeschlagenen, aber auch unbekannten Don King Boxer Owen Beck; Barrett beherrschte Beck völlig und gewann durch technischen K. o. in der neunten Runde.
Da der amtierende WBC-Weltmeister Vitali Klitschko zu diesem Zeitpunkt aufgrund einer langen Serie von Verletzungen seinen Titel nicht verteidigen konnte, setzte die WBC einen Kampf zwischen Barrett und Hasim Rahman um die Interimweltmeisterschaft an. Der Gewinner dieses Kampfes wäre der nächste Gegner von Vitali Klitschko gewesen. Barrett verlor diesen Kampf am 13. August 2005 klar nach Punkten. Da Klitschko aufgrund seiner Verletzung wenige Monate später seine Karriere beendete, wurde Rahman zum WBC-Weltmeister erklärt. Seine Herausforderung Nikolai Walujews im WBA-Schwergewichtskampf am 7. Oktober 2006 misslang. Er unterlag in der elften Runde durch technischen K. o. Barrett erhielt für den Kampf eine Börse von $175,000.
Im Juli 2007 verlor er gegen den Clubfighter Cliff Couser überraschend bereits in der 2. Runde durch K. o.
Den Rückkampf gewann dann Monte Barrett durch K. o. in Runde 2. Am 2. Februar 2008 gewann Barrett erneut in Runde 2 vorzeitig gegen Damon Reed.
Am 28. Juni 2008 stieg Barrett gegen Tye Fields in den Ring. Fields hatte bisher nur einmal verloren, wobei er 37 seiner 41 Siege vorzeitig gewinnen konnte. Barrett gewann diesen Kampf schließlich durch einen K. o. nach nur 57 Sekunden.
Am 15. November 2008 war er der erste Schwergewichtsgegner des aus dem Cruisergewicht aufgestiegenen David Haye. Barrett verlor diesen Kampf nach mehreren Niederschlägen in der 5. Runde durch technischen K. o.
Am 10. Oktober 2009 ging er nach nur zwei Runden gegen Odlanier Solís K. o.
Sein daraufhin angekündigtes Karriereende wäre beinahe von einem Sieg über David Tua gekrönt worden, den er am 17. Juli 2010 über 12 Runden in große Schwierigkeiten brachte. Tua ging dabei in der letzten Runde zu Boden. Der Kampf wurde allerdings unentschieden gewertet. Barrett revidierte seine unmittelbar nach dem Kampf abgegebene Entscheidung, mit dem Profiboxen aufzuhören jedoch und trat am 22. Januar 2011 gegen Charles Davis an, dieser Kampf endete ebenfalls unentschieden. Am 13. August 2011 kam es zu einem erneuten Aufeinandertreffen mit Tua, das Barrett trotz eines Niederschlags in Runde 12 nach Punkten eindeutig für sich entscheiden konnte. Seinen letzten Kampf am 5. Juli 2012 verlor er gegen Shane Cameron durch K. o. in Runde 4. Diese Niederlage überraschte, weil Cameron 2009 noch von Tua durch K. o. in Runde 2 besiegt wurde.